# Rhynchagrotis confusa
Rhynchagrotis confusa là một loài bướm đêm trong họ Noctuidae.